# Галлямова, Надежда Викторовна
Надежда Викторовна Галлямова (род. 22 июля 1959, Куезбашево), в девичестве Степанова — советская и российская легкоатлетка, специалистка по бегу на длинные дистанции и кроссу. Выступала за сборные СССР, СНГ и России по лёгкой атлетике в 1988—1996 годах, двукратная чемпионка мира по кроссу в командном зачёте, чемпионка мира по экидэну, победительница и призёрка многих других стартов международного значения. Мастер спорта СССР международного класса (1989). Ныне — тренер по лёгкой атлетике.

## Биография
Надежда Степанова родилась 22 июля 1959 года в деревне Куезбашево Аургазинского района Башкирской АССР.
Занималась лёгкой атлетикой в Стерлитамаке в добровольном спортивном обществе «Трудовые резервы», проходила подготовку под руководством тренеров З. Я. Кунакузина и М. З. Галлямова.
Впервые заявила о себе на международной арене в 1985 году, выступив на Мемориале братьев Знаменских в Москве — стала шестой в беге на 3000 метров и четвёртой в беге на 10 000 метров.
В 1986 году стала обладательницей Кубка СССР по кроссу.
Первого серьёзного успеха на взрослом международном уровне добилась в сезоне 1989 года, когда вошла в основной состав советской национальной сборной и выступила на кроссовом чемпионате мира в Ставангере, где выиграла серебряную медаль в личном зачёте, уступив на финише только француженке Аннетт Сержан, а также вместе с соотечественницами Еленой Романовой, Натальей Сорокивской и Региной Чистяковой одержала победу в командном зачёте. Была девятой на женском чемпионате мира по бегу по шоссе в Рио-де-Жанейро, при этом с Екатериной Храменковой и Ириной Ягодиной стала бронзовой призёркой в командном первенстве. На чемпионате СССР в Горьком победила в беге на 15 км по шоссе и получила бронзу в беге на 5000 метров. За эти выдающиеся достижения по итогам сезона удостоена почётного звания «Мастер спорта СССР международного класса».
В 1990 году уже под фамилией Галлямова стартовала на чемпионате мира по кроссу в Экс-ле-Бен, на сей раз в личном зачёте закрыла десятку сильнейших, тогда как в командном зачёте вместе с Еленой Романовой, Ольгой Назаркиной и Региной Чистяковой вновь стала победительницей. На чемпионате мира по бегу по шоссе в Дублине пришла к финишу седьмой в личном первенстве и удостоилась серебряной награды в командном первенстве (совместно с Валентиной Егоровой и Людмилой Матвеевой). Помимо этого, в беге на 10 000 метров стала серебряной призёркой на чемпионате СССР в Киеве, бежала 10 000 метров на чемпионате Европы в Сплите — с результатом 32.03,07 финишировала шестой.
На кроссовом чемпионате мира 1991 года в Антверпене заняла 13-е место в личном зачёте, вместе с Еленой Романовой, Натальей Сорокивской и Мариной Родченковой взяла бронзу в командном зачёте.
После распада Советской Союза Надежда Галлямова представляла на международных соревнованиях сборную России. Так, в 1994 году в составе российской команды она стартовала на чемпионате мира по кроссу в Будапеште — заняла 23-е место в личном зачёте и четвёртое место в командном зачёте. Кроме того, выиграла международный кросс в Тибе и одержала победу на чемпионате мира по экидэну в Литохороне. По итогам сезона удостоена звания «Выдающийся спортсмен Башкортостана».
В 1996 году стала бронзовой призёркой в кроссе на 6 км на чемпионате России в Санкт-Петербурге, отметилась выступлением на кроссовом чемпионате мира в Стелленбосе, где заняла 71-е место в личном зачёте и 14-е место в командном зачёте.
В 2000—2002 годах активно принимала участие в различных шоссейных забегах в Италии.
С 2003 года работала тренером-преподавателем в стерлитамакской Специализированной детско-юношеской спортивной школе олимпийского резерва, занималась подготовкой легкоатлетов на Стерлитамак-Арене. Окончила Стерлитамакский институт физической культуры (2007).